# Szepligetella carinata
Szepligetella carinata är en stekelart som först beskrevs av Charles Thomas Brues 1916.  Szepligetella carinata ingår i släktet Szepligetella och familjen hungersteklar. Inga underarter finns listade i Catalogue of Life.